# Zhu De
Zhu De (朱德S, Zhū DéP) (Contea di Yilong, 1º dicembre 1886 – Pechino, 6 luglio 1976) è stato un politico e generale cinese.
È considerato, insieme a Mao Zedong, il fondatore dell'Esercito Popolare di Liberazione, nonché uno dei padri della Repubblica Popolare Cinese moderna.

## Biografia

### Giovinezza
Zhu De nacque da una famiglia povera di contadini a Hung, una piccola cittadina della contea di Yilong, nella provincia di Sichuan, una provincia montana e isolata, durante la tarda dinastia Qing. Dopo aver studiato brevemente sotto la guida dello zio, l'unico della famiglia in grado di impartirgli un'istruzione, Zhu venne iscritto dai suoi genitori agli esami del distretto, e, con sua grande sorpresa, fu addirittura insignito dello xiucai, un rinomato premio di studio imperiale.
Grazie a questi risultati, si trasferì a Chengdu e si iscrisse nel 1904 presso una scuola media, studiando i classici. Nel 1908, grazie ai sacrifici della sua famiglia, entrò nel liceo di Chengdu per studiare educazione fisica. Poco dopo, entrò all'Accademia Militare di Yunnan, dove conobbe per la prima volta gli ideali di Sun Yat-sen; affascinato da essi, nel 1912 si unì al Tongmenghui, società politica segreta e nucleo originario del Kuomintang di Sun.
Durante l'addestramento a Kunming, Zhu fu notato dal comandante di brigata Cai E, che lo volle con sé, nel luglio 1911 dopo la sua promozione. Nell'ottobre dello stesso anno, accompagnò Cai nella spedizione contro i mancesi nello Sichuan, quindi fra il 1915 e il 1916 fu comandante di reggimento nella campagna per rovesciare l'Impero di Cina di Yuan Shikai. Dopo la morte di Yuan, Cai divenne governatore del Sichuan e lasciò il posto di comandante di brigata allo stesso Zhu..

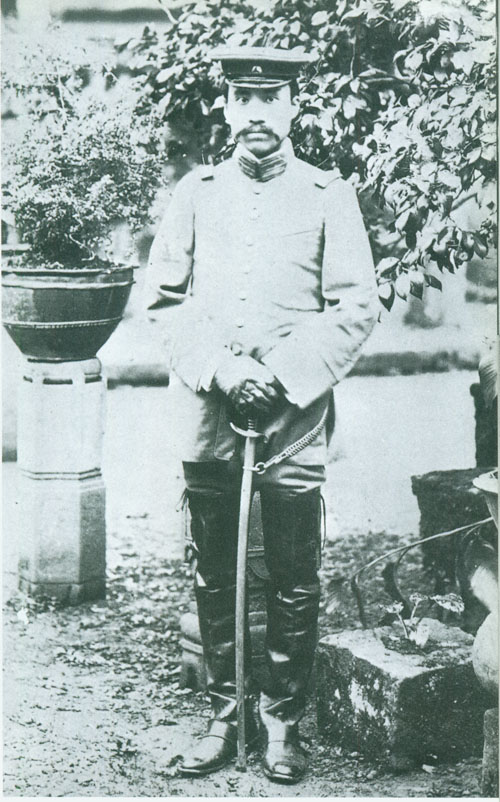
Zhu De nel 1916

### Avvicinamento al Partito Comunista Cinese
Dopo la morte di Cai E e di sua moglie, Zhu cadde in depressione e iniziò a sprofondare nella vita del signore della guerra. Nel 1920, dopo essere stato cacciato dal Sichuan, fece ritorno nello Yunnan come semplice commissario di sicurezza per il governo provinciale. In questo periodo, a causa dell'assassinio della sua seconda moglie e di suo figlio da parte di un signore della guerra, a suo tempo rivale di Zhu, lasciò la Cina per andare a studiare in Europa.
Prima, si recò a Shanghai, dove probabilmente incontrò lo stesso Sun Yat-sen, poi, all'inizio del 1922 cercò di entrare nel Partito Comunista Cinese, ma la sua iscrizione fu rifiutata a causa dei suoi precedenti legami con i signori della guerra.
Nel tardo 1922, Zhu si recò in Europa e si iscrisse all'Università di Gottinga, in Germania, dove studiò fino al 1925. Fu qui che incontrò Zhou Enlai, che lo avvicinò al marxismo e lo portò a partecipare alle manifestazioni studentesche. A causa dell'attività politica, nel luglio 1925 Zhu fu espulso dalla Germania. Fu in questo periodo che rinnovò la sua richiesta di iscrizione al Partito Comunista Cinese, che questa volta fu accettata.
Nello stesso periodo, si recò nell'Unione Sovietica per studiare strategia militare. Un anno dopo fece ritorno in Cina, dove fu nominato direttore di un nuovo istituto militare a Nanchang per conto della Repubblica di Cina, sostenuta in un primo momento anche dai comunisti.

### Comandante nella guerra civile

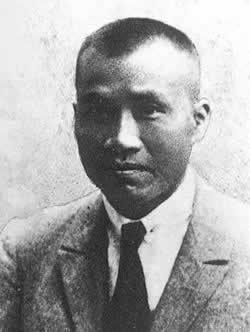
Zhu De in abiti civili nel 1927

Nel 1927, dopo il colpo di Stato di Chiang Kai-shek, che aveva causato la persecuzione dei comunisti e alla rottura del Primo Fronte Unito, Liu Bocheng e Zhou Enlai scatenarono la Rivolta di Nanchang. Zhu, con il suo reggimento disertò dal Kuomintang e si unì all'insurrezione, che fallì, per non essere stata in grado di legarsi alle masse operaie della città. Zhu fu così costretto a lasciare Nanchang con le sue forze e a trovare riparo nei territori del signore della guerra Fan Shisheng con il falso nome di Wang Kai; qui espanse le sue forze.
Zhu De e Mao Zedong si conobbero nel 1928, quando Zhu unì le sue truppe al soviet creato da Mao nei Monti Jinggang dove incontrò anche Chen Yi e Lin Biao. Fu qui che lavorò per costituire l'Armata Rossa Cinese, il primo nucleo dell'Esercito Popolare di Liberazione per trasformarla in un'organizzata armata di guerriglia popolare, in grado di sostenere le teorie di Mao sull'esercito di guerriglia e la guerra popolare. Emerse così la dualità fra Mao, comandante politico, e Zhu, comandante militare. Le capacità e il coraggio di Zhu ne fecero quasi una leggenda fra le masse del Jinggang e di tutta la Cina. Sul Jinggang, il comando dell'Armata Rossa Cinese era chiamato "Zhu-Mao" per indicare lo stretto rapporto fra i due dirigenti.
Nel 1929, su pressione del Kuomintang, Zhu e Mao furono costretti a lasciare lo Jinggang e a riparare a Ruijin, dove Mao fondò la Repubblica Sovietica Cinese, che arrivò a comprendere 30,000 km² di superficie con tre milioni di persone sotto la loro influenza. Mao ne fu presidente, Zhu il massimo comandante militare, posizione ratificata dal Comitato centrale del Partito Comunista Cinese, che nel 1931 lo nominò comandante dell'Armata Rossa della città di Ruijin. Le capacità di Zhu permisero all'Armata Rossa di sconfiggere la Quarta campagna di accerchiamento, ma nel 1934 non fu in grado di sconfiggere la Quinta e il Partito Comunista Cinese fu costretto ad abbandonare la provincia dello Jiangxi. Zhu riuscì comunque a spezzare l'assedio del Kuomintang, permettendo di dare inizio alla Lunga marcia.

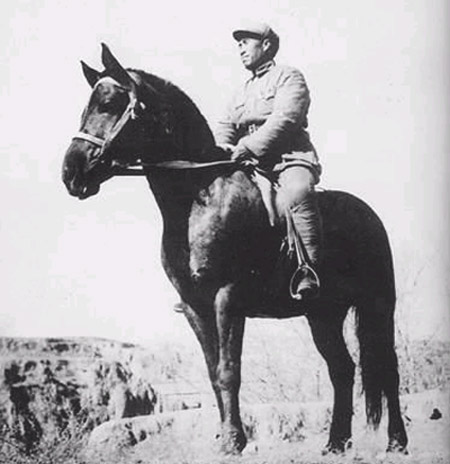
Zhu De a cavallo

Durante la lunga marcia, mentre Mao Zedong guidava le colonne principali, Zhu De e Zhang Guotao furono posti a capo della colonna occidentale dell'Armata Rossa, che uscì malamente dal Sichuan. Giunto a Yan'an, Zhu si pose sotto la dirigenza di Mao per riorganizzare da zero l'Armata Rossa Cinese e trasformarla nel ben più potente Esercito Popolare di Liberazione; in questo periodo entrò anche nel Comitato permanente dell'ufficio politico del Partito Comunista Cinese.
Durante la seconda guerra sino-giapponese e le ultime fasi della guerra civile cinese, grazie anche all'ascesa di Mao ai vertici del Partito Comunista Cinese (di cui divenne presidente nel 1943), Zhu fu nominato comandante in capo dell'Esercito Popolare di Liberazione. Nel 1940 organizzò e diresse l'Offensiva dei cento reggimenti, infliggendo una dura sconfitta all'Impero giapponese. Zhu nel 1949 guidò la presa di Pechino e il 1º ottobre del 1949, durante la proclamazione della Repubblica Popolare Cinese, fu a fianco di Mao Zedong.

### Uomo di Stato
Appena dopo la costituzione della Repubblica Popolare Cinese, Zhu De fu nominato comandante in capo dell'Esercito Popolare di Liberazione. L'VIII Congresso nazionale del Partito Comunista Cinese (1956) lo elesse vicepresidente del partito e nel 1954 Mao lo volle come vicepresidente della Repubblica Popolare Cinese. Nel 1950, Zhu sovrintese alle operazioni dell'Esercito Popolare di Liberazione nella Guerra di Corea e nel 1955 fu per questo nominato maresciallo.
Nel 1959, dopo le elezioni, Zhu divenne Presidente del Comitato permanente dell'Assemblea nazionale del popolo, carica che mantenne fino alla morte. A seguito della revisione della costituzione del 1970, che abolì la carica di presidente della Repubblica, Zhu divenne anche capo di Stato in quanto le sue funzioni furono assunte dal presidente dell'assemblea.
Durante la Rivoluzione culturale, Lin Biao temette che la posizione di Zhu De potesse offuscare la propria influenza sul Partito Comunista Cinese. Zhu fu così deposto dal Comitato permanente dell'ufficio politico del Partito Comunista Cinese, nel quale fu poi reintegrato nel 1971. Fino alla sua morte, avvenuta il 6 luglio 1976, Zhu De rimase un influente statista cinese. Ai suoi funerali parteciparono le più alte cariche dello Stato, dal presidente del PCC Mao Zedong al primo ministro ad interim Hua Guofeng.